# Stanisław Radwan (biolog)
Stanisław Radwan (ur. 6 grudnia 1933 w Rzeczycy Ziemiańskiej, zm. 16 lipca 2007 w Lublinie) – polski biolog, ekolog i zoolog. Profesor doktor habilitowany, wykładowca akademicki, działacz społeczny, członek Polskiej Akademii Umiejętności, długoletni prezes i członek honorowy Polskiego Towarzystwa Hydrobiologicznego. Członek rady naukowej Narwiańskiego Parku Narodowego oraz członek komitetu naukowego VIII Ogólnopolskiej Konferencji Teriologicznej w 2000. Autor licznych publikacji naukowych.

## Życiorys
Stopień doktora nauk przyrodniczych uzyskał w 1965, w 1975 stopień doktora habilitowanego, w 1982 tytuł profesora nadzwyczajnego, a w 1989 profesora zwyczajnego. Od 1958 pracownik Katedry Zoologii Wyższej Szkoły Rolniczej w Lublinie, później Akademii Rolniczej w Lublinie, w latach 1976–1982 oraz 1991–1993 dyrektor Instytutu Biologicznych Podstaw Produkcji Zwierzęcej, w latach 1978–1982 kierownik wchodzącego w skład tego instytutu Zakładu Zoologii i Hydrobiologii, a od 1993 organizator i kierownik nowo powstałej Katedry Hydrobiologii i Ichtiobiologii oraz od 1995 kierownik Pracowni Ochrony Przyrody (następnie Pracowni Ochrony Przyrody i Ekologii Krajobrazu). W 2004 przeszedł na emeryturę.
Badał różne elementy ekosystemów Pojezierza Łęczyńsko-Włodawskiego, w tym faunę wrotków, trofię i obieg materii. Brał udział w opracowaniu naukowych podstaw powołania Poleskiego Parku Narodowego i obejmującego go rezerwatu biosfery „Polesie Zachodnie”.
Zmarł 16 lipca 2007 w Lublinie w wieku 73 lat. Uroczystości pogrzebowe odbyły się 19 lipca w kościele parafialnym w Nałęczowie.

## Odznaczenia
- Krzyż Oficerski Orderu Odrodzenia Polski (2001)
- Złota Odznaka honorowa „Za Zasługi dla Ochrony Środowiska i Gospodarki Wodnej” (1990)
- Krzyż Kawalerski Orderu Odrodzenia Polski (1983)
- Medal Komisji Edukacji Narodowej (1975)

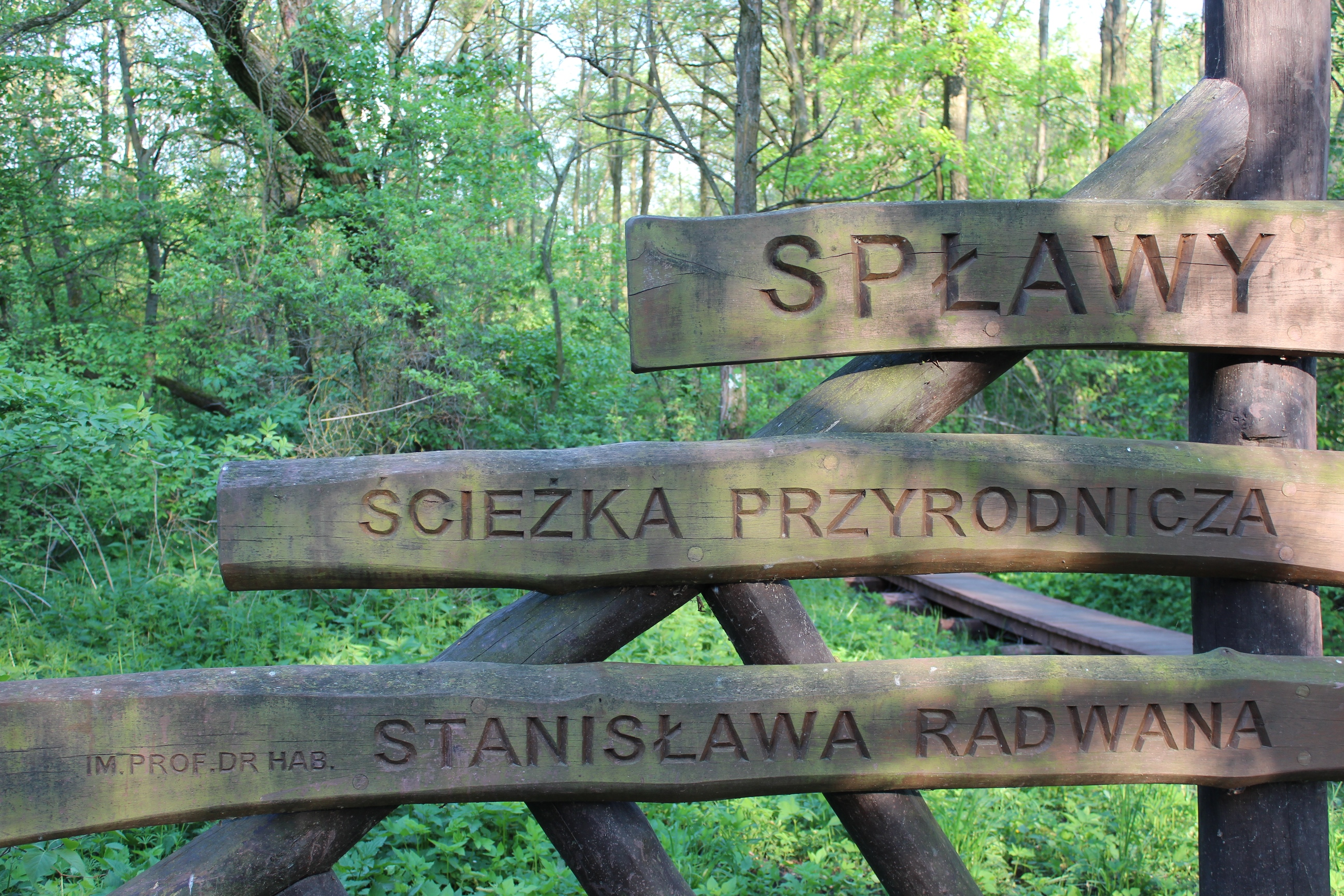
Wejście na ścieżkę przyrodniczą „Spławy” przy jeziorze Łukie

- Złoty Krzyż Zasługi (1975)

## Wybrane publikacje
- „Ekotony słodkowodne” (1998)
- „Problemy aktywnej ochrony ekosystemów wodnych i torfowiskowych w polskich Parkach Narodowych” (1999)

## Upamiętnienie
Prof. dr hab. Stanisław Radwan jest patronem ścieżki przyrodniczej „Spławy” w Poleskim Parku Narodowym, przebiegającej ze wsi Stare Załucze nad jezioro Łukie.